# Tolozatsko Kraljevstvo
Tolozatsko Kraljevstvo bilo je vizigotsko kraljevstvo koje se razvilo iz vizigotskog posjeda koji su dobili kao federati u južnoj Galiji. Sjedište je bilo u Tolosi (Toulouseu).
Vizigotski feudi u Akvitaniji bili su jezgra odakle su se širili po Galiji i poslije preko Pireneja na Pirenejski poluotok. Stabiliziranjem vlasti i širenjem uspostavili su državu. Nakon 450. osvojili su veći dio Pirenejskog poluotoka. Središte je bila Colonia Faventia Julia Augusta Pia Barcino (Barcelona), pa Emerita Augusta (Merida). Vizigotski kralj Eurik ujedinio je zavađene vizigotske frakcije te je 475. godine prisilio Rimsko Carstvo da mu prizna punu nezavisnost. Na kraju njegovog života Vizigotsko Kraljevstvo postaje najjača država nasljednica Zapadnog Rimskog Carstva. 
Vrhunac su dosegli prije poraza 507. godine u bitci kod Vouilléa. Do te bitke, Vizigotsko kraljevstvo uključivalo je cijelu Iberiju, osim malih dijelova na sjeveru (baskijska područja) i sjeverozapadu (svevsko kraljevstvo). Osim toga posjeduju Akvitaniju i Narbonsku Galiju, što je bilo pola današnje Francuske. 507. godine su ih iz galskih zemalja istjerali Franci 507. godine. 
U Hispaniji gdje su Vizigoti ranije prodrijeli, osnovali su Toledsko Kraljevstvo, koje je opstalo do maurskih osvajanja 711. godine.